# جنبش حق رأی زنان آفریقایی آمریکایی
زنان آفریقایی-آمریکایی در دهه ۱۸۳۰ شروع به جنبش برای دریافت حقوق سیاسی کردند و انجمن زنان ضد برده داری بوستون، انجمن زنان ضد برده داری فیلادلفیا و انجمن زنان ضد برده داری نیویورک را ایجاد کردند. این گروه‌های بین نژادی مکان گفتگوی رادیکال آرمان‌های سیاسی زنان بودند و مستقیماً به فعالیت‌های کسب حق رأی قبل و بعد از جنگ داخلی منجر شدند. در طول قرن نوزدهم، زنان آفریقایی-آمریکایی مانند هریت فورتن پورویس، مری آن شاد کری، و فرانسیس الن واتکینز هارپر به‌طور همزمان در دو جبهه فعالیت داشتند: به مردان و زنان سفیدپوست آفریقایی‌تبار حقوق قانونی زنان سیاهپوست، به ویژه حق رأی را یادآوری کردند.
پس از جنگ داخلی، فعالان حقوق زنان در مورد حمایت از تصویب متمم پانزدهم، که حق رأی بدون توجه به نژاد را فراهم می‌کرد، اما صریحاً زنان را از حق رأی دریافت نمی‌داشند، اختلاف نظر داشتند. انشعاب حاصل در جنبش زنان، زنان آفریقایی-آمریکایی را به حاشیه راند، اما با این وجود به فعالیت‌های حق رأی خود ادامه دادند. در دهه ۱۸۹۰، جنبش حق رأی زنان به‌طور فزاینده ای نژادپرستانه و طرد کننده شده بود و زنان آفریقایی-آمریکایی به‌طور جداگانه از طریق کلوپ‌های زنان محلی و انجمن ملی زنان رنگین‌پوست مجدداً سازماندهی شدند. زنان در ده‌ها ایالت در دهه ۱۹۱۰ برنده آرا شدند و زنان آفریقایی-آمریکایی به یک وزنه رأی قدرتمند و تایین کننده تبدیل شدند.
مبارزه برای رأی‌دهی با تصویب اصلاحیه نوزدهم در سال ۱۹۲۰، که حقوق رأی به میزان قابل توجهی گسترش داد، پایان یافت و تمرکز آن به تروریسم نژادی که مانع از رأی دادن آمریکایی‌های آفریقایی‌تبار در ایالت‌های جنوبی، بدون توجه به جنسیت می‌شد، انتقال یافت. زنانی مانند فانی لو همر، الا بیکر و دایان نش به مبارزه برای حق رأی برای همه ادامه دادند این فعالیت‌ها با تصویب قانون حقوق رأی در سال ۱۹۶۵ به اوج خود رسید.

## خاستگاه جنبش
خاستگاه جنبش حق رأی زنان به جنبش الغا (ابولیشنیزم در ایالات متحده) گره خورده است. به ویژه زنان سفیدپوست طبقه بالای اجتماعی ابتدا ظلم به آنها را در ازدواج و حوزه خصوصی با استفاده از استعاره برده داری بیان کردند و با بسیج در حمایت از الغاگرایی، آگاهی سیاسی را توسعه دادند. لوکرتیا موت، الیزابت کدی استانتون، و ماریا وستون چپمن از جمله اولین زنانی بودند که برکنار شدند. آرمان الغا به زنانی که قبلاً به نقش‌های خود به‌عنوان همسر و مادر مقید بودند، فرصتی برای به چالش کشیدن علنی تبعیض جنسی و یادگیری نحوه مشارکت به‌عنوان فعال سیاسی را فراهم کرد، شایان ذکر است جنبش حق رأی زنان آفریقایی-آمریکایی شاخه متفاوتی از حق رأی زنان بود. و حتی می‌توان به‌طور کلی می‌توان آن را یک جنبش متفاوت تعریف نمود. طرفداران لغو الغا که ریاست انجمن حقوق برابر را بر عهده داشتند، مانند الیزابت کدی استانتون و سوزان بی. آنتونی، عمدتاً یک دستور کار برای سفیدپوستان داشتند. پس از جنگ داخلی مشخص شد که زنان سیاه و سفید دیدگاه‌های متفاوتی در مورد ضرورت دستیابی به حق رأی است، داشتند. برخلاف رأی‌دهندگان سفیدپوست، زنان سیاه‌پوست به دنبال حق رأی برای خود و مردانشان بودند تا جوامع سیاه‌پوستی که تحت محاصرهٔ ساختار وحشت نژادی، که پس از آزادی در اواخر دهه ۱۸۰۰ به وجود آمده بود را تقویت کنند.

## جنبش منشعب می‌شود
نژادپرستی که اوایل قرن بیستم تعریف شد، باعث شد که زنان سیاه‌پوست از هر طرف تحت ستم قرار گیرند: اول، به دلیل موقعیت زنانگی، و سپس دوباره برای نژادشان. بسیاری از زنان آفریقایی-آمریکایی که از نظر سیاسی فعال بودند، عمدتاً در مسائل برابری نژادی تلاش می‌کردند هر چند بعدها حق رأی به عنوان یک هدف ثانویه تحقق یافت. کنوانسیون سنکا فالز، که بیشتر به عنوان اولین کنوانسیون حقوق زنان مورد تحسین قرار می‌گیرد، اغلب به عنوان پیشرو برای حذف شکاف نژادی در جنبش حق رأی زنان در نظر گرفته می‌شود. اعلامیه سنکا فالز تحلیلی سیاسی از وضعیت زنان طبقه بالای اجتماعی و متأهل ارائه کرد، اما به مبارزات زنان سفیدپوست طبقه کارگر یا زنان سیاه‌پوست اشاره نداشت. در قرن بیستم، الگویی از کنشگری سیاسی تفکیک شده پدیدار گشت، زیرا زنان سیاه و سفیدپوست به دلیل تنش‌های طبقاتی و نژادی در جنبشی کلی اما با تفاوتی اساسی در اهداف جنبش و آگاهی سیاسی به شکل جداگانه سازماندهی شدند.
زنان سیاه‌پوست به شکل چند جانبه درگیر فعالیت بودند، زیرا اغلب هدف کسب امتیاز رأی دادن را از اهداف دیگر جدا نمی‌کردند، نژادپرستی در مقیاس وسیع بر ضرورت فعالیت چندجانبه‌تر آنها افزوده شده بود. بیشتر زنان سیاه‌پوستی که از گسترش این فرنچایز حمایت کردند، به دنبال بهبود زندگی زنان سیاهپوست در کنار مردان و کودکان سیاهپوست بودند، که آنها را از همتایان سفیدپوست خود متمایز می‌کرد. در حالی که زنان سفیدپوست بر روی دستیابی به امتیاز تنها برای خودشان تمرکز داشتند، زنان سیاه‌پوست به دنبال بهبود کلی جوامع خود بودند، نه بهبود فردی خود منحصراً به عنوان زنان. در «زنان، نژاد و طبقه» آنجلا دیویس توضیح می‌دهد که «زنان سیاه‌پوست در ظلمی که متحمل می‌شدند با مردانشان برابری می‌کردند… و در برابر بردگی با شور و اشتیاق برابر مردانشان مقاومت می‌کردند»، که فعالیت‌های جامع‌تر آنها را برجسته می‌کند. پس از جنگ داخلی، بسیاری از زنان آفریقایی-آمریکایی برای حفظ منافع خود در خط مقدم حوزه سیاسی تلاش کردند، همان‌طور که بسیاری از اصلاح طلبان تمایل داشتند در لفاظ خود فرض کنند «سیاهان مرد و زنان سفید هستند».

## به حاشیه راندن زنان آفریقایی-آمریکایی
در سال ۱۸۹۰، دو سازمان رقیب، «انجمن ملی حق رأی زنان» و «انجمن حق رأی زنان آمریکا» با هم ادغام شدند و انجمن ملی حق رأی زنان آمریکایی (NAWSA) را تشکیل دادند. هنگامی که انجمن جدید شروع به جلب حمایت برای آرمان خود کرد، اعضای آن متوجه شدند که با حمایت از محرومیت زنان آفریقایی-آمریکایی حمایت بیشتری را به دست خواهد آورد و در نتیجه دیدگاه محدودتری نسبت به حق رأی زنان که قبلاً ادعا شده بود اتخاذ کردند. NAWSA بر حق رأی فقط برای زنان سفیدپوست تمرکز کرد. زنان آفریقایی-آمریکایی شروع به تجربه جنبش حق رأی زنان «ضد سیاه‌پوست» کردند. سفیدپوستان جنوبی می‌ترسیدند که آمریکایی‌های آفریقایی‌تبار از مزیت سیاسی بیشتر و در نتیجه قدرت بیشتر برخوردار شوند که رأی‌دهندگان زن آفریقایی-آمریکایی به دستیابی به این تغییر کمک کنند.
جنبش حق رأی زنان با زنانی مانند هریت تابمن و سوژورنر تروث آغاز شد و به زنانی مانند آیدا بی ولز، مری چرچ ترل، الا بیکر، رزا پارکس، آنجلا دیویس و بسیاری دیگر رسید. همه این زنان نقش‌های بسیار مهمی را ایفا کردند، مانند کمک به پیشرفت روزافزون و تلاش برای پایان دادن به محرومیت زنان آفریقایی-آمریکایی. این زنان توسط سفیدپوستان جنوبی و شمالی مورد تبعیض، آزار و تجاوز قرار گرفتند، با این حال آنها پایداری نمودند و این قدرت از نسلی به نسل دیگر منتقل شد. امروزه هنوز در خانواده‌های آفریقایی-آمریکایی ادامه دارد. زنان آفریقایی آمریکایی که در تمام طول تاریخ خود در قاره آمریکا فعال سیاسی بوده‌اند، مدت‌ها از حق رأی و تصدی پست محروم بوده‌اند.
[آنجلا] دیویس پس از دستگیری در سال ۱۹۷۰، به‌عنوان یک زندانی سیاسی زندانی شد. تظاهرات ملی و بین‌المللی برای آزادی آنجلا در سراسر جهان برگزار شد. در طول دو سالی که در زندان گذراند، دیویس مطالعه کرد، مقاله‌هایی در مورد بی عدالتی نوشت و به عنوان وکیل برای دفاع از خود آماده شد. سرانجام، دیویس در سال ۱۹۷۲ به قید وثیقه آزاد شد و بعداً در محاکمه‌ای توسط هیئت منصفه از تمام اتهامات جنایی تبرئه شد.

### ایجاد انجمن ملی زنان رنگین‌پوست

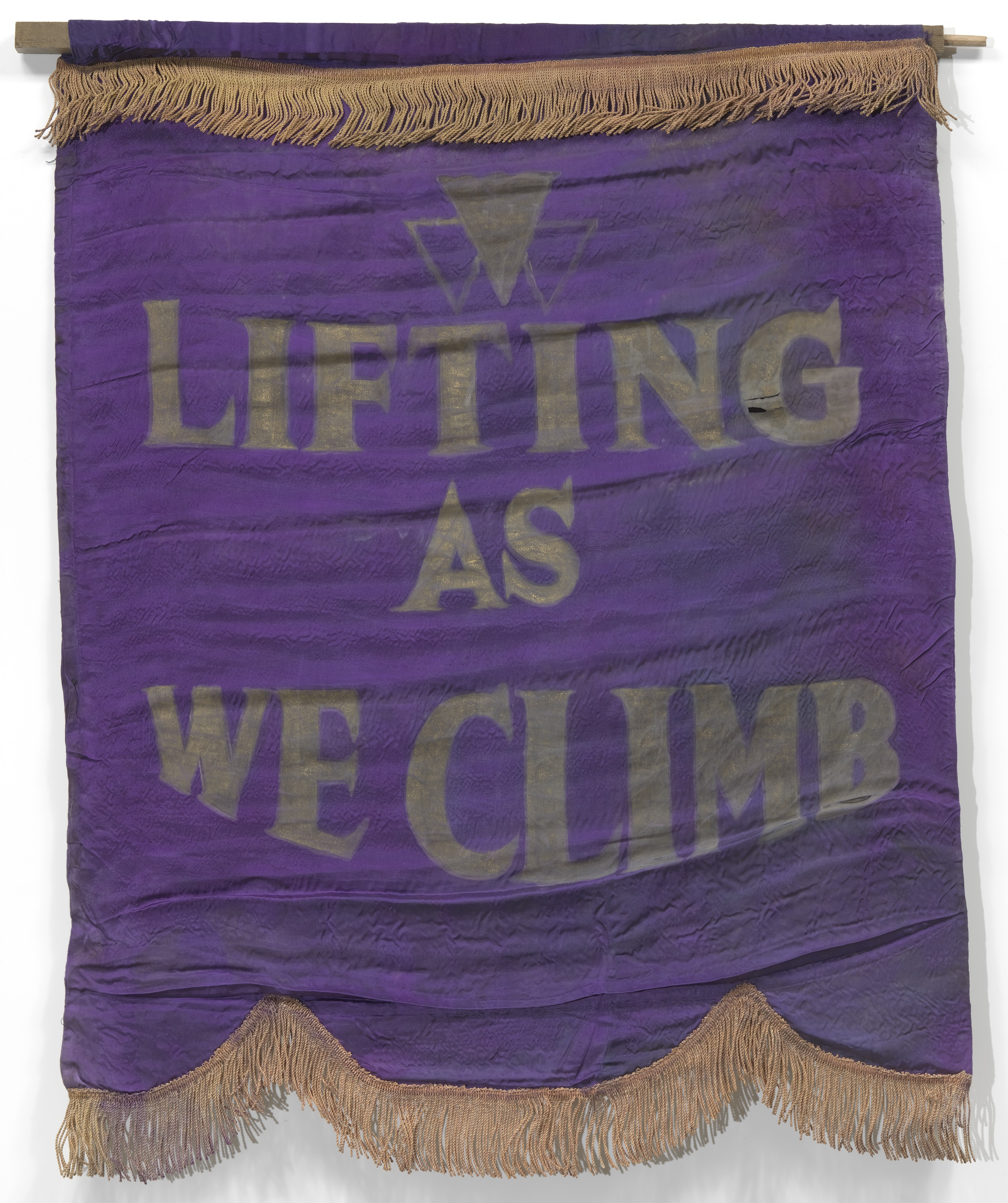
بنر با شعار انجمن ملی باشگاه‌های رنگین‌پوست. مجموعه موزه ملی تاریخ و فرهنگ آمریکایی آفریقایی‌تبار اسمیتسونیان.

جنبش حق رأی زنان آمریکا در شمال به عنوان جنبش زنان سفیدپوست طبقه متوسط آغاز شد که اکثر اعضای آن زنان سفیدپوست تحصیل کرده و عمدتاً از بوستون، نیویورک، مین و شمال شرقی بودند. تلاش‌هایی توسط انجمن ملی حق رأی زنان (NWSA) انجام شد تا زنان طبقه کارگر و همچنین رأی‌دهندگان سیاه‌پوست را نیز شامل شوند. در سال ۱۸۶۶ انجمن حقوق برابر آمریکا با این عقیده تشکیل شد که هر کس فارغ از نژاد یا جنسیت باید حق رأی داشته باشد. در این دوره یک تفرقه بین جنبش زنان شکل گرفت. اصلاحیه چهاردهم در حال پیشنهاد بود و مردان سیاهپوست در آستانه دریافت حق رأی بودند. NSWA یک کنوانسیون برای بحث در مورد چگونگی پیشرفت برگزار کرد و زنان در مورد این موضوع اختلاف نظر داشتند. برخی از زنان نمی‌خواستند شانس رأی دادن برای مردان سیاه‌پوست را از دست بدهند و تصور می‌کردند که نوبت به زنان خواهد رسید. آنها این اصلاحیه پیشنهادی را نوعی پیروزی می‌دانستند. زنان دیگر، از جمله سوزان بی آنتونی و الیزابت کدی استانتون، از این تصمیم خشمگین شدند و احساس کردند که این تصمیم به اندازه کافی خوب نیست و زنان نباید از حق رأی حذف شوند.
اصلاحیه‌های چهاردهم و پانزدهم در نهایت توسط کنگره به تصویب رسید و زنان هنوز حق رأی نداشتند. با گذشت زمان، رهبران انجمن ملی حق رأی زنان شروع به در نظر گرفتن حق رأی آفریقایی-آمریکایی و حق رأی سفیدپوستان کردند. دلایل این تغییر در ایده‌آل‌ها متفاوت است، اما در دهه ۱۸۹۰، زنان جوان‌تر شروع به بر عهده گرفتن نقش‌های رهبری کردند و افرادی مانند استانتون و آنتونی دیگر مسئول نبودند. یکی دیگر از دلایل تغییر آرمان‌ها در میان جنبش، تفکر فزاینده «برتری سفیدپوست» زنانی بود که از جنوب وارد جنبش می‌شدند. اکنون با اختلاف نظر و اختلاف در میان NWSA، زنان آفریقایی-آمریکایی ترک کردند و با هم متحد شدند تا سازمان‌های خود را تشکیل دهند.
در ژوئن ۱۸۹۲، لیگ زنان رنگارنگ (CWL) در واشینگتن دی سی، تحت رهبری هلن آپو کوک، تأسیس شد، CWL برای حق رأی سیاهپوستان مبارزه کرد و کلاس‌های شبانه برگزار کرد. یک گروه مستقر در بوستون به رهبری مارگارت موری واشینگتن و ژوزفین سنت پیر رافین به نام فدراسیون ملی زنان آفریقایی-آمریکایی با لیگ زنان رنگارنگ خارج از واشینگتن دی سی در سال ۱۸۹۶، ادغام شدند تا انجمن ملی رنگین پوستان را تشکیل دهند. رهبری این گروه را مری چرچ ترل که یک زن تحصیلکرده دانشگاهی بود بر عهده گرفت. این گروه کارهای زیادی برای کمک به بهبود وضعیت زنان سیاه‌پوست و همچنین بسیاری از گروه‌های کوچکتر دیگر که نامشان ذکر نشده است، انجام داد.

## حق رأی تحصیل‌کرده
جنبش NAWSA بسیاری از زنان آفریقایی-آمریکایی را به حاشیه راند و از طریق این تلاش ایده «حق رأی تحصیل‌کرده» توسعه یافت. این تصوری بود که تحصیل کردن پیش نیاز مهمی برای داشتن حق رأی است. از آنجایی که بسیاری از زنان آفریقایی-آمریکایی بی سواد بودند، این تصور به معنای محرومیت از حق رأی بود. این جنبش در جنوب رایج بود، اما در نهایت در شمال نیز شتاب گرفت. زنان آفریقایی-آمریکایی با افزایش مخالفان منصرف نشدند و در مبارزات انتخاباتی خود برای برابری با مردان و سایر زنان حتی تهاجمی تر شدند.
در نتیجه، بسیاری از زنان در این دوره زمانی، بسیج شدند و تلاش کردند تا زنان آفریقایی-آمریکایی را با تمرکز بر آموزش جامعه در مورد مسائل مربوط به دولت محلی، مشارکت دهند و در جنبش حق رأی همراه کنند. در سال ۱۹۱۳، باشگاه حق رأی آلفا، توسط ایدا بی. ولز به عنوان یکی از بنیانگذاران و رهبران، تأسیس شد، تصور بر این است که این اولین انجمن حق رأی زنان آفریقایی-آمریکایی در ایالات متحده باشد. این گروه در انتشار روزنامه Alpha Suffrage Record کار می‌کرد تا محله‌ها را به تصویر بکشد و نظرات سیاسی را بیان کند. یکی از زنان سیاه‌پوست که بر پیشبرد «توسعه هنری و فکری» ادبی در میان آمریکایی‌های آفریقایی‌تبار در شمال متمرکز بود، بتیولا هلویز فورتسون بود. فورتسون یکی از اعضای فعال کلوپ‌های زنان در منطقه شیکاگو بود و باشگاه مطالعات ادبی زنان خود را به نام انجمن دانشگاه شیکاگو تأسیس کرد.
همه زنان آفریقایی-آمریکایی که در این مبارزه مهم علیه محرومیت آنها از جنبش حق رأی زنان شرکت کردند، هفتاد سال یا بیشتر منتظر ماندند تا ثمره کار خود را ببینند.

## مسائل مربوط به اعمال رأی
پس از تصویب اصلاحیه نوزدهم در سال ۱۹۲۰، زنان آفریقایی-آمریکایی، به ویژه آنهایی که در ایالت‌های جنوبی ساکن بودند، همچنان با موانع متعددی روبرو بودند. در ابتدا، زنان آفریقایی-آمریکایی در شمال به راحتی می‌توانستند برای رأی دادن ثبت نام کنند و تعداد کمی از آنها فعالانه در سیاست شرکت کردند. یکی از این زنان آنی سیمز بنکس بود که به عنوان نماینده کنگره حزب جمهوری‌خواه کنتاکی در مارس ۱۹۲۰ انتخاب شد سفیدپوستان جنوبی متوجه فعالان زن آفریقایی-آمریکایی شدند که خود را برای حق رأی سازماندهی می‌کردند، و پس از تصویب اصلاحیه نوزدهم، ثبت نام رأی‌دهندگان زنان آفریقایی-آمریکایی در فلوریدا بیشتر از زنان سفیدپوست بود. زنان آفریقایی-آمریکایی مورد هدف چندین روش سلب حق رأی قرار گرفتند. این موارد شامل منتظر نگه داشتن آنها تا دوازده ساعت در صف ثبت نام برای رأی دادن بود. باید مالیات می‌پرداختند، و تحت آزمایش‌ها جدید قرار می‌گرفتند.  یکی از آزمون‌های جدید آن بود که زنان آفریقایی-آمریکایی قبل از اینکه واجد شرایط رأی شوند، باید قانون اساسی را بخوانند و تفسیر کنند.در جنوب، زنان آفریقایی-آمریکایی با شدیدترین موانع رأی دادن مواجه بودند. این موانع شامل صدمه بدنی و اتهامات ساختگی بود که در صورت تلاش برای رأی دادن آنها را به زندان می‌انداختند. این رفتار با زنان آفریقایی-آمریکایی در جنوب تا دهه ۱۹۶۰ ادامه داشت.